# Pseudochirella vulgaris
Pseudochirella vulgaris är en kräftdjursart som beskrevs av Markhaseva 1997. Pseudochirella vulgaris ingår i släktet Pseudochirella och familjen Aetideidae. Inga underarter finns listade i Catalogue of Life.